# برنیس مارلو
برنیس مارلو (فرانسوی: Bérénice Marlohe‎؛ زادهٔ ۱۹ مهٔ ۱۹۷۹) هنرپیشه اهل فرانسه است. وی از سال ۲۰۰۷ میلادی تاکنون مشغول فعالیت بوده است.
از فیلم‌هایی که وی در آن نقش داشته است، می‌توان به اسکای‌فال، دره خدایان، ۵ تا ۷ و شادی هرگز به تنهایی نمی‌آید اشاره کرد.